# Astra Trans Carpatic

Astra Trans Carpatic est une entreprise ferroviaire exploitant des trains de voyageurs en Roumanie. Certains trains sont assurés en open access (ou « service librement organisé ») et d'autre avec un contrat signé avec l'État. Elle fait partie d'un groupe industriel construisant également des véhicules ferroviaires (Astra Vagoane Călători Arad). Le terme ASTRA provient du roumain Asociație Transilvana et signifie « Association de Transylvanie ».
Créée en 2014, ses premiers trains ont roulé dès 2017. Elle s'est positionnée en open access sur le transport à longue distance, puis a étendu ses services sur la moyenne distance par le biais de contrats de service public.
Après deux années d'exercice déficitaire, Astra Trans Carpatic est devenu légèrement bénéficiaire en 2019.

## Histoire
L'ouverture à la concurrence des trains de voyageurs en Roumanie a eu lieu dès 1998. À cette date, environ 10 % des lignes roumaines ont été concédées à des entreprises privées. Sur ces lignes connues sous l’appellation de lignes non interopérables (linii neinteroperabile), les compagnies privées concessionnaires ont l'exclusivité de l'exploitation. Ces services n’excèdent pas une longueur de 40 km. 
Mais c'est en 2014 qu' Astra Trans Carpatic est créée pour assurer une liaison par train de nuit à grande distance, concurrençant directement la société nationale des Chemins de fer roumains, en se positionnant sur une prestation « haut de gamme ». Elle fait construire des voitures et lance le premier service le 2 février 2017 entre Arad et Bucarest. Ces trains sont prolongés jusqu'à Constanța pour la saison d'été.
Parallèlement, Astra Trans Carpatic se porte acquéreur d'automotrices IC2 des Chemins de fer danois. Ces automotrices, aptes à 200 km/h, construites par AnsaldoBreda avaient été mises en service en novembre 2012 et retirées du service en août 2016, à peine quatre ans plus tard, ne donnant pas satisfaction.
Mises aux couleurs aux ateliers d'Arad, elles sont limitées à 140 km/h et mises en service en 2018 sur plusieurs liaisons conventionnées par l'État pour la période allant de décembre 2017 à 2019. Ces rames, quasiment neuves, font faire un bond qualitatif comparées aux autorails X 4500 datant de 1963 utilisés par les concurrents.

## Dessertes assurées
Le tableau ci-dessous reprend de manière synthétique les dessertes assurées par Astra Trans Carpatic.
| date début  | date fin | liaison                                                        | fréquence                       |
| ----------- | -------- | -------------------------------------------------------------- | ------------------------------- |
| 2 fév. 2017 | en cours | train de nuit Arad - Bucarest prolongé l'été jusqu'à Constanța | 1 aller-retour quotidien        |
|             | suspendu | Timișoara - Arad - Oradea - Satu Mare - Baia Mare              | 1 aller-retour quotidien        |
|             | suspendu | Timișoara - Arad                                               | 1 aller-retour quotidien        |
|             | en cours | Bucarest - Constanța                                           | 1 aller-retour quotidien        |
|             | en cours | Bucarest - Brașov                                              | 2 allers-retours quotidiens     |
|             | en cours | Bucarest - Titu                                                | 2 allers et 1 retour quotidiens |

## Matériel roulant
Pour la desserte par train de nuit, Astra Trans Carpatic dispose de voitures construites récemment, aptes à 200 km/h, tractées par des locomotives louées à Servtrans ou achetées d'occasion. 
Ces trains sont composés de voitures immatriculées en Autriche :
- voitures en places assises de seconde classe de 60 places (série Bpmz 20-90) :
- voitures couchettes de dix compartiments à six couchettes (série Bcmz 50-90) ;
- voitures-lits (série WLABmz 70-90).

Pour les trains de jour, le parc est constitué de quinze rames automotrices IC2.

## Résultats financiers
Depuis sa création, en 2014, l'entreprise Astra Trans Carpatic a connu deux années de fonctionnement (2017 et 2018) avec des résultats déficitaires. En 2019, le résultat est très légèrement bénéficiaire.
| Année | Chiffre d'affaires | Résultat   |
| ----- | ------------------ | ---------- |
| 2019  | 2 870 340          | 31 081     |
| 2018  | 1 922 524          | −573 988   |
| 2017  | 397 897            | −2 626 367 |
| 2016  | 0                  | −118 261   |
| 2015  | 0                  | −66 252    |
| 2014  | 0                  | −7 689     |